# Albert Schilling
Pour les articles homonymes, voir Schilling.
Albert Paul Schilling (né le 21 mars 1904 à Zurich, mort le 30 juillet 1987 à Arlesheim) est un sculpteur suisse.

## Biographie
Albert Schilling, fils de l'administrateur postal Albert Schilling senior et de Karolina Benedikta Ott, va d'abord dans les écoles monastiques de Disentis et d'Engelberg. Après son diplôme d'études secondaires en 1925, il retourne à Zurich pour étudier l'histoire de l'art à l'université auprès de Heinrich Wölfflin, dont il n'est pas diplômé. Il suit quatre semestres de théologie au séminaire de Lucerne. Par la suite, de 1930 à 1932, Schilling suit une formation en sculpture à l'université des arts de Berlin : modelage auprès de Wilhelm Gerstel, sculpture sur bois auprès d'Otto Hitzberger et technique du bronze auprès de Kurt Kluge.
Immédiatement après, Albert Schilling ouvre un atelier à Zurich, s'installe à Stans en 1939, avant de s'installer définitivement à Arlesheim en 1946. En 1935, il épouse Agnes Flüeler. En 1937, il participe à l'Exposition universelle de 1937 à Paris, en 1961 et 1974 aux expositions de la Kunsthalle Basel et en 1962 à la Biennale de Venise. Albert Schilling reçoit un prix suisse d'art en 1935 et 1936, le prix de sculpture de l'Institut liturgique de Rome en 1962 et le prix de la culture du canton de Bâle-Campagne en 1974.

## Œuvre

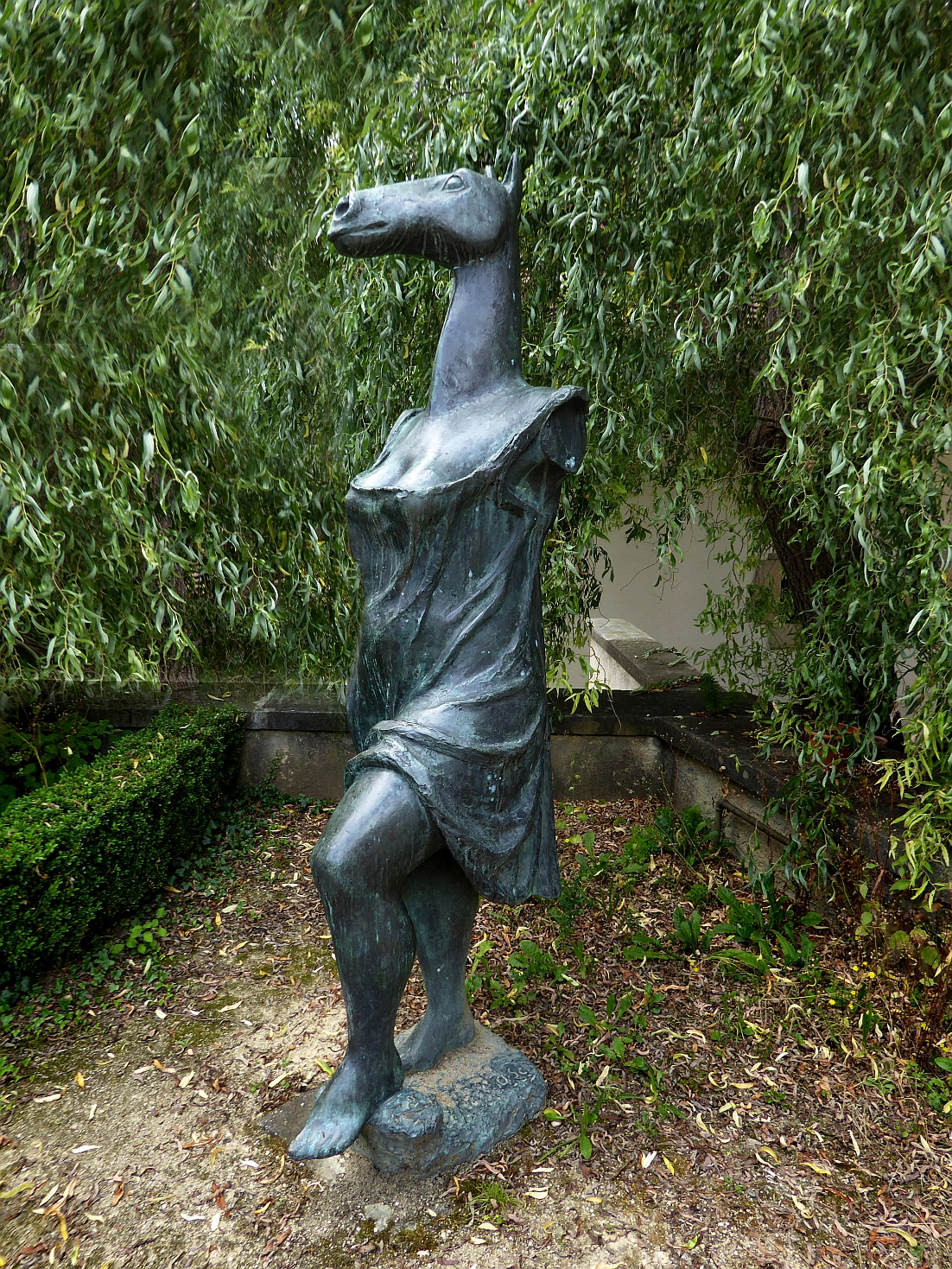
Érinyes, Arlesheim.

L'œuvre d'Albert Schilling englobe la sculpture sacrée et profane et la conception d'intérieurs entiers d'églises, il est notamment chargé de concevoir le chœur de la cathédrale de Wurtzbourg. Il travaille également comme artisan et fabrique des bijoux. Schilling est figuratif jusque dans les années 1950 puis de plus en plus se tourne vers des dessins abstraits. Beaucoup de ses sculptures dans l'espace public se trouvent à Arlesheim. En 1960, il réalise l'autel, les fonts baptismaux et la sculpture de la Vierge pour la crypte de la collégiale d'Arlesheim. En 2014, les descendants d'Albert Schilling décident de faire don des œuvres de leur père à la Fondation de la collection d'art du diocèse de Wurtzbourg. Il y a plus de 80 œuvres dans la collection d'art du diocèse de Wurtzbourg.